# وستافلکس
وستافلکس (انگلیسی: Westaflex) شرکت مهندسی آلمانی است، که در سال ۱۹۳۳ تأسیس شد.